# Brionne
Brionne település Franciaországban, Eure megyében. Lakosainak száma 4220 fő (2022. január 1.). Brionne Authou, Aclou, Le Bec-Hellouin, Calleville, Franqueville, Harcourt, Hecmanville, Pont-Authou és Nassandres sur Risle községekkel határos.

## Népesség
A település népességének változása:
| Lakosok száma | 4348 | 4951 | 4408 | 4329 | 4294 | 4326 | 4278 | 4199 | 4184 | 4220 |
|               | 1968 | 1982 | 1990 | 2006 | 2013 | 2015 | 2017 | 2019 | 2020 | 2022 |